# Guillaume Busson
Pour l’article homonyme, voir Busson.
 (octobre 2015).
Guillaume Busson est un aviateur et pilote d'essais français né le 14 avril 1885 à Chédigny (Indre-et-Loire) et mort le 17 mars 1958 dans le 19e arrondissement de Paris, titulaire du brevet de pilote (brevet no 121) depuis le 10 juin 1910. Un peu plus d'un mois après l'obtention de ce brevet, le 14 juillet 1910, il va se faire remarquer en volant sur Paris, un vol avec un monoplan Blériot au départ de Port-Aviation de 46 minutes, au cours duquel il va parcourir 52 kilomètres à une altitude de 400 mètres environ. Une traversée de Paris qui restera dans les annales.

## Biographie
Fils de Georges Busson, artiste-peintre, et de Marie Beaussier, après des études commerciales, il devient concessionnaire, participe à des courses automobiles avec un certain succès, avant de passer à l'aviation.
Le 10 septembre 1912, alors que Busson participe au meeting d’hydroaéroplanes de Tamise, il va se crasher dans des arbres avec son mécanicien Alexandre, mais s'en sortira avec une jambe cassée seulement.
Quoique réformé, il s'engage en août 1914 dans l'aviation militaire pour la durée de la guerre et la termine chevalier de la Légion d'honneur, croix de guerre avec trois citations.

## Ses records
11 février 1911 : Busson établit avec un passager le record du monde de vitesse sur 10 kilomètres : 6 minutes, 30 secondes, sur 20 kilomètres : 12 minutes, 51 secondes, sur 30 kilomètres : 19 minutes, 15 secondes et sur 40 kilomètres : 25 minutes, 30 secondes, 4/5. Des records qu'il améliorera le 13 février 1911.